# بنجامین اسمیت
بنجامین اسمیت (انگلیسی: Benjamin Smith؛ زادهٔ ۲۷ دسامبر ۱۹۸۹) بازیگر اهل بریتانیا است. وی از سال ۱۹۹۳ میلادی تاکنون مشغول فعالیت بوده‌است.
از فیلم‌ها یا مجموعه‌های تلویزیونی که وی در آن‌ها نقش داشته‌است، می‌توان به شهر هالبی، دکتر هو، شیادها، اسکینز، پنهان و زن محترم اشاره نمود.